# Hidronovačekita
La hidronovačekita és un mineral de la classe dels fosfats, que pertany al grup de l'autunita. Rep el nom en honor de Radim Nováček (Ústí Nad Orlicí, Àustria-Hongria, 21 de març de 1905 – Mauthausen, Àustria, 12 de febrer de 1942), mineralogista i químic analític de la Universitat Charles, a Praga (República Txeca).
El nom original era simplement novacekita. Més tard es van afegir els números romans per indicar les etapes d'hidratació/deshidratació, passant a anomenar-se novacekita-I, i el 2008 es van afegir les marques diacrítiques el (en anglès, nováčekite-I). Fins al mes de setembre de 2022 s'anomenava d'aquesta manera, novačekita-I, canviant el nom a l'actual degut a les noves directrius aprovades per la CNMNC per a la nomenclatura de polimorfs i polisomes.

## Característiques
La hidronovačekita és un arsenat de fórmula química Mg(UO₂)₂(AsO₄)₂·12H₂O. Cristal·litza en el sistema triclínic. La seva duresa a l'escala de Mohs és 2,5. La hidronovačekita és molt inestable en condicions ambientals i es deshidrata ràpidament a novačekita, i en part també a metanovačekita.
Segons la classificació de Nickel-Strunz pertany a «08.EB: Uranil fosfats i arsenats, amb ràtio UO₂:RO₄ = 1:1» juntament amb els següents minerals: autunita, heinrichita, kahlerita, saleeïta, torbernita, uranocircita, uranospinita, xiangjiangita, zeunerita, metarauchita, rauchita, bassetita, lehnerita, metaautunita, metasaleeïta, metauranocircita, metauranospinita, metaheinrichita, metakahlerita, metakirchheimerita, metanovačekita, metatorbernita, metazeunerita, przhevalskita, metalodevita, abernathyita, chernikovita, metaankoleïta, natrouranospinita, trögerita, uramfita, uramarsita, threadgoldita, chistyakovaïta, arsenuranospatita, uranospatita, vochtenita, coconinoïta, ranunculita, triangulita, furongita i sabugalita.

## Formació i jaciments
Va ser descoberta al filó Walpurgis Flacher de la mina Weißer Hirsch, a Neustädtel, dins el Districte d'Erzgebirge (Saxònia, Alemanya). També ha estat descrita en altres indrets del país, així com a Àustria, França, Alemanya, Itàlia, Suïssa, Anglaterra, la República Txeca, el Marroc, Sud-àfrica, Brasil, Mèxic, l'Uzbekistan i els Estats Units.